# بانکو صفرا

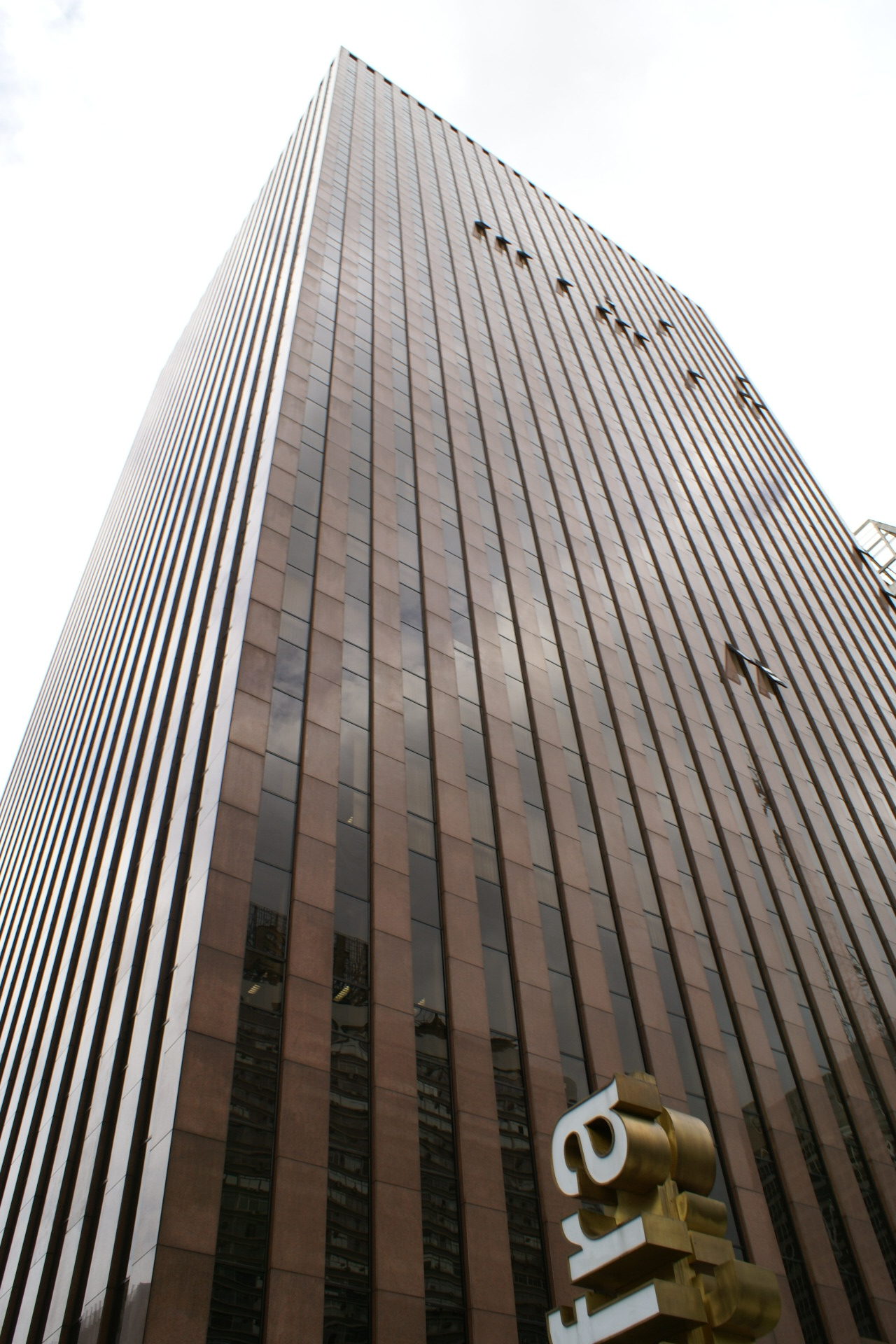
ساختمان شعبه مرکزی بانکو صفرا در سائو پائولو

بانکو صفرا (به پرتغالی: Banco Safra) شرکت خدمات مالی و بانکداری برزیلی است، که تمرکز اصلی آن بر ارائه خدمات بانکداری خرد، بانکداری شرکتی، بانکداری سرمایه‌گذاری، کارگزاری بیمه و اوراق بهادار، لیزینگ، خزانه‌داری، مدیریت سرمایه‌گذاری و مدیریت دارایی معطوف می‌باشد.
بانکو صفرا در سال ۱۹۵۵ توسط یوسف صفرا و ادموند یعقوب صفرا تأسیس شد و در حال حاضر دهمین بانک بزرگ برزیل بر پایه میزان دارایی می‌باشد.
شعبه مرکزی این بانک در شهر سائو پائولو، برزیل قرار دارد و تمامی سهام آن متعلق به گروه صفرا (شرکت خوشه‌ای متعلق به خانواده صفرا) می‌باشد.